# احمد منزوی
احمد منزوی (۱۳۰۴ سامرا – ۲۰ آذر ۱۳۹۴ تهران) نویسنده ایرانی و محقق در حوزه علوم اسلامی بود. وی پسر دوم آقا بزرگ تهرانی بود.
وی بابت نگارش فهرست نسخه‌های خطی مرکز دائرةالمعارف بزرگ اسلامی در دو جلد برنده جایزه کتاب سال جمهوری اسلامی در سال ۱۳۸۵ شد.
منزوی مدت ۱۶ سال در پاکستان زندگی می‌کرد و سال ۱۳۶۹ به ایران بازگشت. او سرپرست بخش کتاب‌شناسی و فهرست‌نگاری مرکز دائرةالمعارف بزرگ اسلامی بود.

## درگذشت
احمد منزوی، جمعه ۲۰ آذر ۱۳۹۴ در ۹۰ سالگی در تهران درگذشت.